# Karns City
Karns City es un borough ubicado en el condado de Butler en el estado estadounidense de Pensilvania. En el año 2000 tenía una población de 244 habitantes y una densidad poblacional de 248 personas por km².

## Geografía
Karns City se encuentra ubicado en las coordenadas 40°59′42″N 79°43′33″O / 40.99500, -79.72583.

## Demografía
Según la Oficina del Censo en 2000 los ingresos medios por hogar en la localidad eran de $32,125 y los ingresos medios por familia eran $34,375. Los hombres tenían unos ingresos medios de $36,750 frente a los $21,042 para las mujeres. La renta per cápita para la localidad era de $15,290. Alrededor del 16.7% de la población estaba por debajo del umbral de pobreza.